# Andrea Consigli
Andrea Consigli (Milaan, 27 januari 1987) is een Italiaanse doelman in het betaald voetbal. Hij verruilde Atalanta Bergamo in september 2014 voor US Sassuolo.

## Interlandcarrière
Consigli speelde voor alle jeugdteams van Italië. Namens de U-21 speelde hij veertien wedstrijden. Hij speelde drie wedstrijden voor het Italiaans olympisch voetbalelftal dat deelnam aan de Olympische Spelen van 2008 in China. Daar werd de ploeg onder leiding van bondscoach en oud-international Pierluigi Casiraghi uitgeschakeld door België in de kwartfinales: 3-2.

## Clubstatistieken
| Seizoen   | Club                          | Competitie | Wed. | Goals |
| --------- | ----------------------------- | ---------- | ---- | ----- |
| 2004-2006 | Atalanta Bergamo              | jeugd      | ?    | ?     |
| 2006-2007 | → SS Sambenedettese (gehuurd) | Serie C1   | 32   | 0     |
| 2007-2008 | → Rimini Calcio (gehuurd)     | Serie B    | 35   | 0     |
| 2008-2014 | Atalanta Bergamo              | Serie A    | 48   | 0     |
| 2010-2011 | Atalanta Bergamo              | Serie B    | 40   | 0     |
| 2011-2014 | Atalanta Bergamo              | Serie A    | 105  | 0     |
| 2014-...  | US Sassuolo                   | Serie A    | 188  | 0     |